# Slidell
Slidell är en stad (city) i Saint Tammany Parish i delstaten Louisiana i USA. Staden hade 28 781 invånare, på en yta av 39,83 km² (2020).
Staden har fått sitt namn efter diplomaten och politikern John Slidell som var senator för Louisiana 1853–1861.